# Center for Libertarian Studies
Le Center for Libertarian Studies était une organisation libertarienne et anarcho-capitaliste américaine fondée en 1976 par l'économiste, philosophe et historien Murray Rothbard et par Burton Blumert. Le centre, né des Libertarian Scholars Conferences, en assuma l'organisation. Il se présentait comme une organisation de soutien aux universitaires libertariens et finançait leurs recherches. Il joua un rôle majeur dans le mouvement libertarien, en raison notamment de ses nombreuses publications, telles le Journal of Libertarian Studies qu'il publia entre 1977 et 2000 ainsi que le Rothbard-Rockwell Report publié entre 1990 et 1998. 
Il publia également une revue, In Pursuit of Liberty, ainsi que diverses publications. Il soutint de nombreuses conférences ou séminaires et, aujourd'hui, le site de Lew Rockwell, LewRockwell.com
Installé initialement à New York, son siège fut déplacé en Californie, où il lança sa propre revue, le Journal of Libertarian Studies (JLS).

## Publications
- Justin Raimondo Reclaiming the American Right (1993).
- Murray Rothbard Wall Street, Banks, and American Foreign Policy (1995).

### Série Publication occasionnelle
1. Methodology of the Austrian School, Lawrence White
2. The Production of Security, Gustave de Molinari
3. Toward a Reconstruction of Utility and Welfare Economics, Murray Rothbard (1977)
4. The Political Economy of Liberal Corporativism, essays by Joseph Stromberg, Roy A. Childs, and Roger Alexander
5. Theory of Classical Liberal "Industrielisme" Augustin Thierry
6. Why the Futile Crusade? Leonard Liggio
7. The Clash of Group Interests and Other Essays, Ludwig von Mises (1978)
8. The Austrian Theory of the Trade Cycle and other essays by Ludwig von Mises, Gottfried Haberler, Murray Rothbard, and Friedrich Hayek (1978)
9. Austrian Economics: an Annotated Bibliography Richard Ebeling
10. Frank S. Meyer: The Fusionist as Libertarian Manqué Murray Rothbard (1984)